# 龍柱

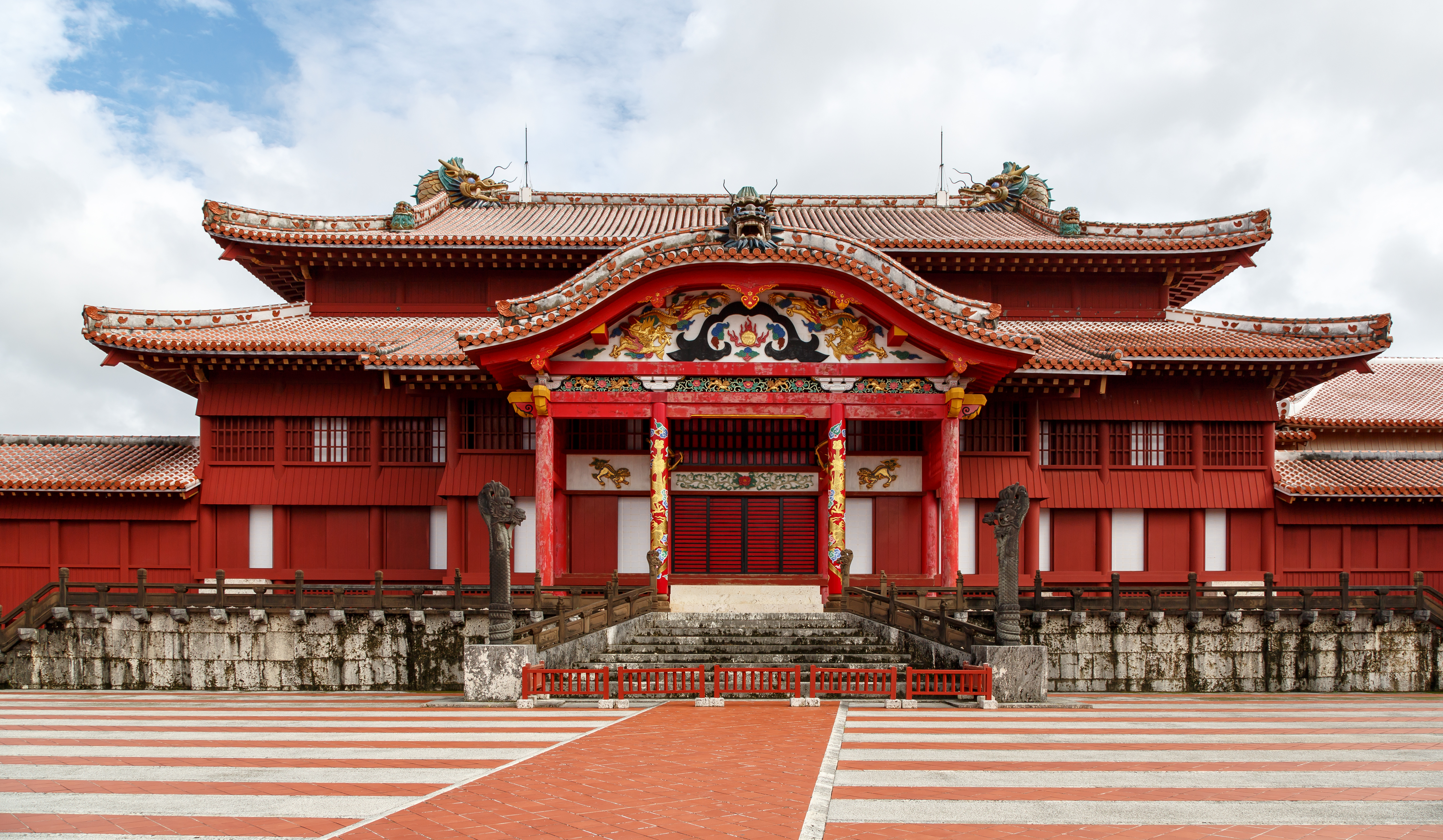
首里城正殿の大龍柱・小龍柱

龍柱（りゅうちゅう、りゅうばしら）とは、龍を象った柱のこと。

## 概要

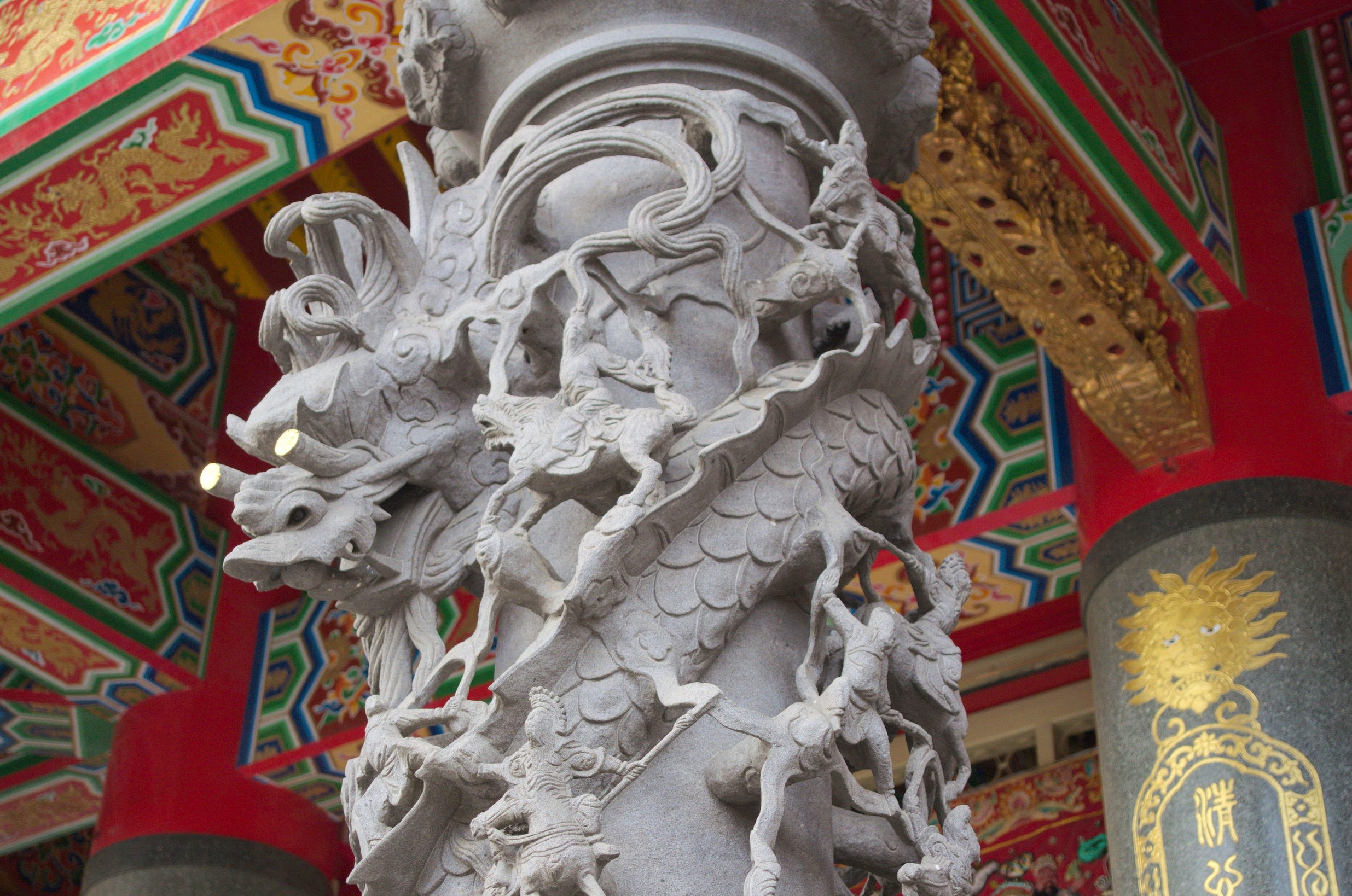
道教の寺院である聖天宮（埼玉県）の「双龍柱」

龍（ドラゴン）を象った柱は、世界各地に色々なものが存在するが、「龍柱」というと普通は日本や中国などアジアのものをいう。ヨーロッパのゴシック建築の柱の上にいるドラゴンに関してはガーゴイルを参照。
日本でも、龍柱は各地に存在するが、特に沖縄県（かつての琉球王国）の龍柱、中でも世界遺産でもある首里城正殿にある「首里城正殿の大龍柱」が有名。シーサーと並んで、沖縄のシンボルとなっているキャラクターである。
日本の本土では、鹿児島県と宮崎県（かつての薩摩藩）に多く、大隅国一宮である鹿児島神宮、薩摩国一宮である枚聞神社・新田神社など、主要な神社の本殿に龍柱がある。中でも薩摩藩4代藩主島津吉貴の寄進による霧島神宮の龍柱や、8代藩主島津重豪の寄進による鹿児島神宮本殿の「巻龍柱」が有名。日本の神社を管轄している神社本庁によると、龍柱は狛犬のように一対で設置され、邪気を払う効果があるとされる。ちなみに龍柱は「りゅうちゅう」と呼ばれることが多いが、「りゅうばしら」が神社本庁の公式の読み方。
屋根を支えていない、標柱としての龍柱と、屋根を支える柱に龍の彫刻をした龍柱がある。琉球の伝統的な龍柱は、標柱としての龍柱で、本土の伝統的な龍柱は、屋根を支えている龍柱である。中国にも琉球の龍柱と同様の、屋根を支えるのではなく標柱としての龍柱があり、華表という。ただし、「柱に巻き付いた龍」という中国や日本本土のデザインと違い、「柱そのものが龍の胴体」というデザインは、琉球の独自のものである。中国の華表が日本の鳥居の由来であるという説もあり、龍柱のバリエーションとして、日本には龍が鳥居の柱脚に巻き付いた「龍鳥居」もある。「標柱としての龍柱」と「屋根を支えている龍柱」の両方がある施設もある（山梨県の金櫻神社など）。
琉球の龍柱と本土の龍柱を合わせた、日本の伝統的な龍柱は、「宮彫り」の一種であり、建築彫刻である。彫刻家の籔内佐斗司によると、奈良時代から続く日本の伝統的な木彫りには仏像彫刻と建築彫刻があるが、日本の文化庁の分類では、仏像などが美術工芸品として扱われるのに対し、建築彫刻は「建築物の一部」として扱われているため、2012年現在、まだあまり研究が進んでいないという。
ほかにも、現代に作られたものでは、柱に龍の絵を描いたり、龍の絵を貼り付けただけの龍柱や、道案内の標識が龍の形をしているものや、ゆるキャラの龍柱もある。

## 日本の本土の龍柱

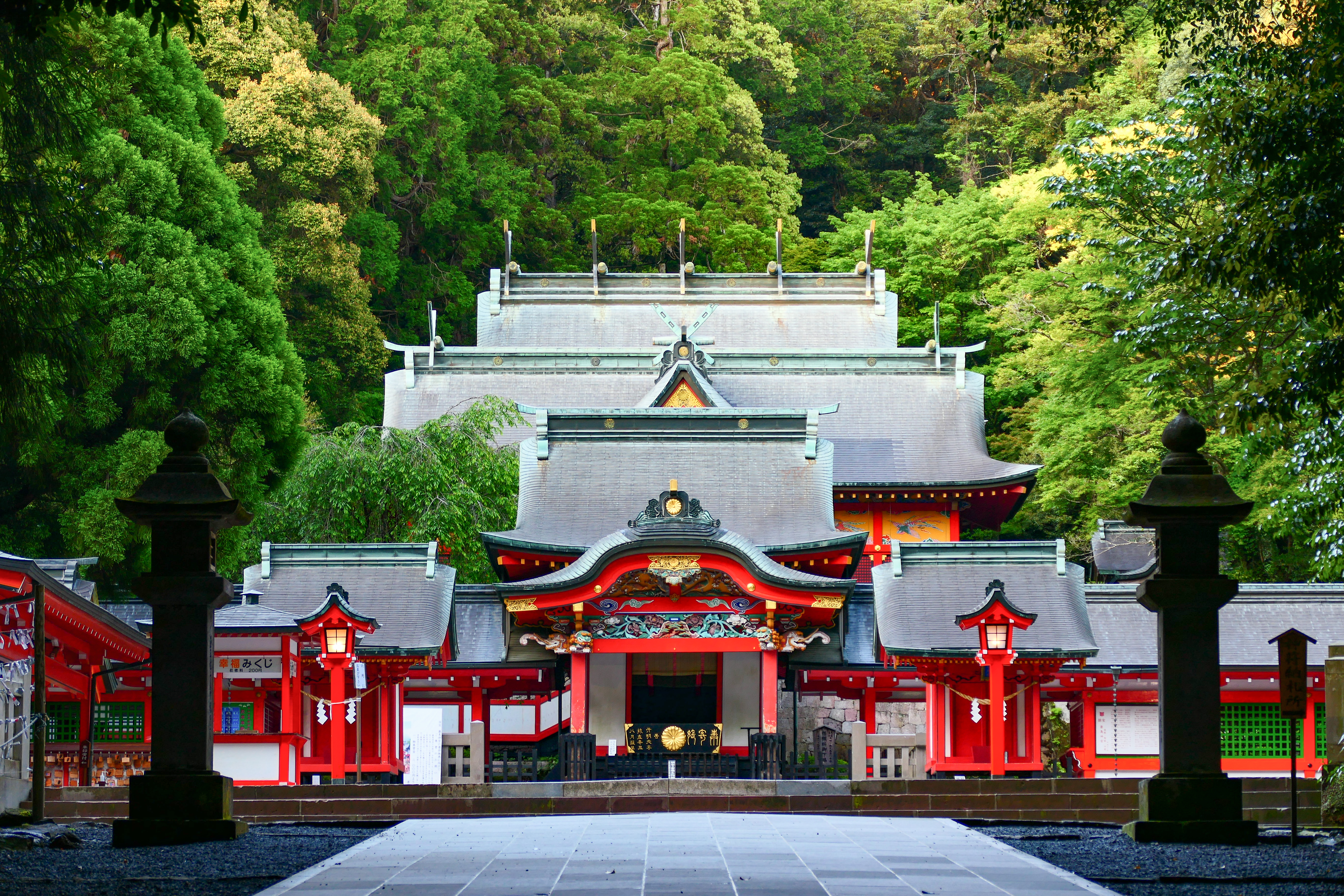
霧島神宮本殿向拝に日本唯一の国宝の龍柱がある。（非公開）

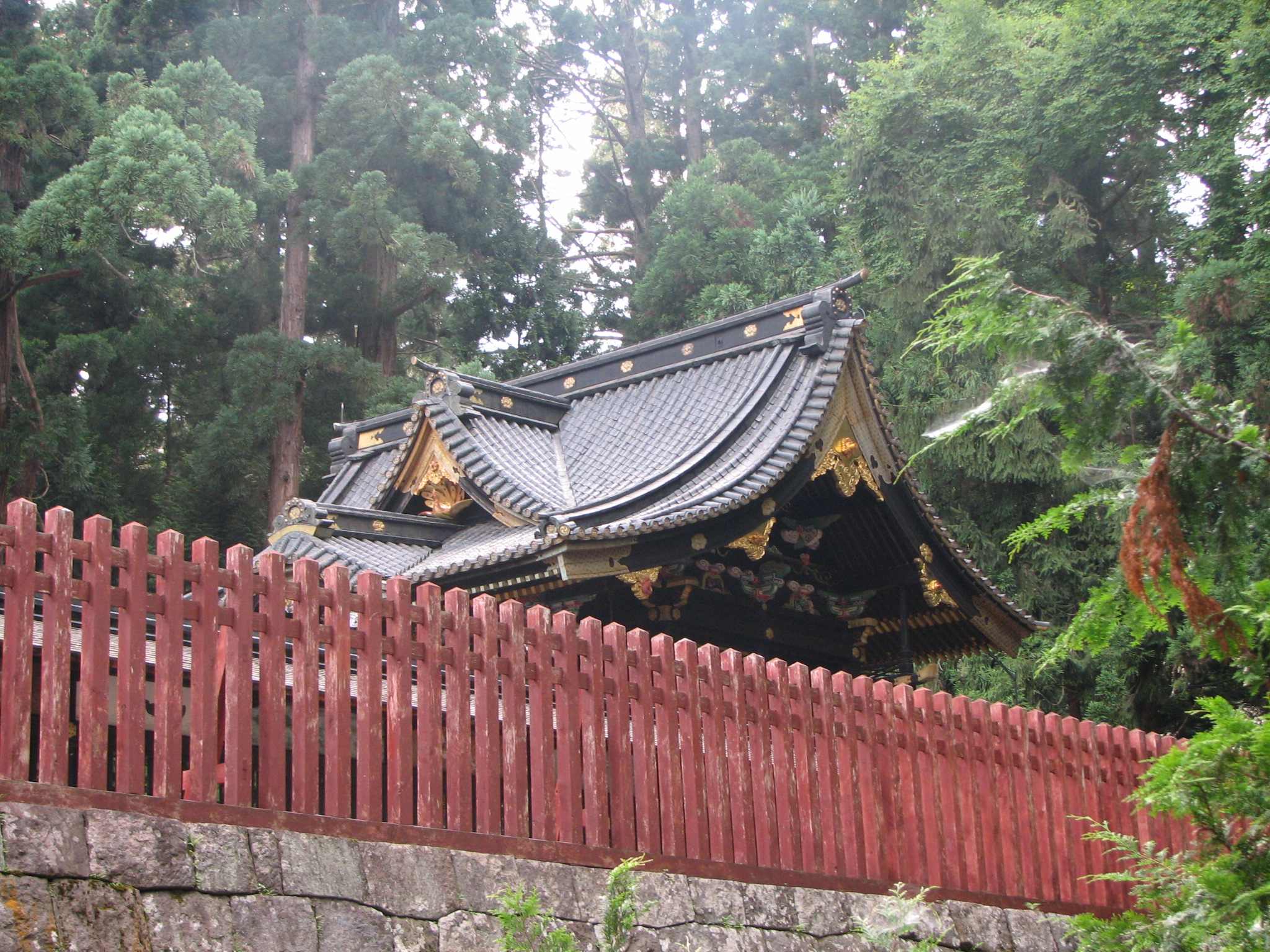
岩木山神社本殿（青森県）。玉垣で隠されているが、正面の向拝柱に金色の龍が絡みついている。（非公開）

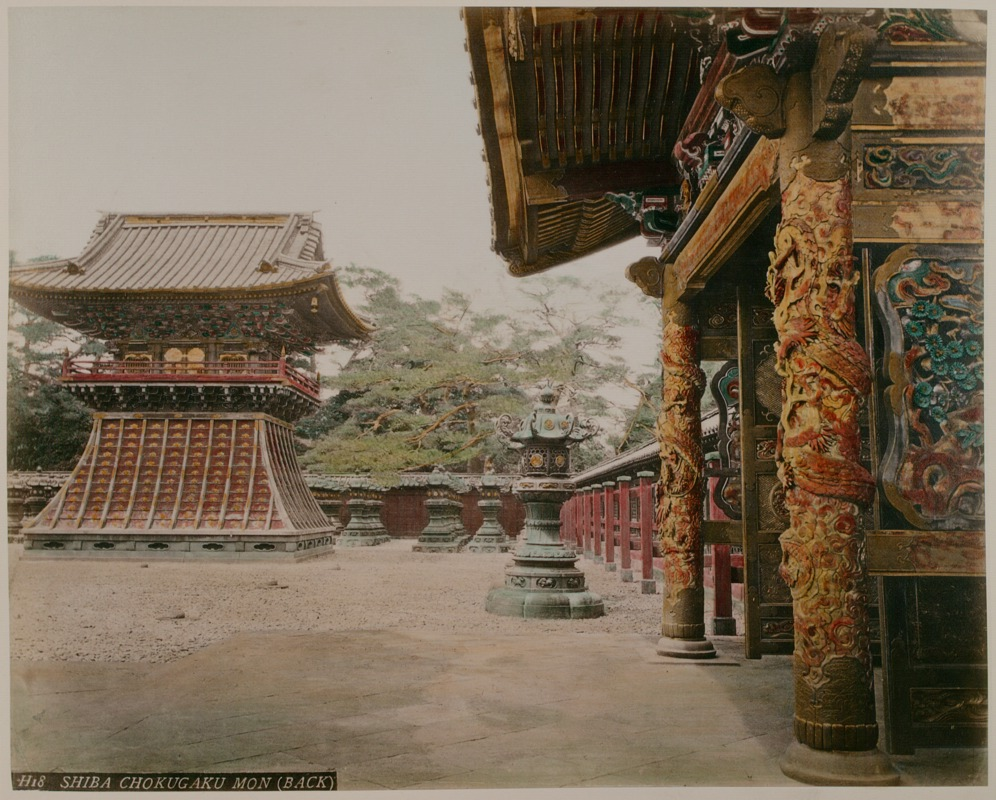
有章院霊廟（東京都）。1717年に建造され、1945年に戦災で破壊された。

道教の寺院に多くある。そもそも日本に道教の寺院自体が少ないが、埼玉県坂戸市の聖天宮が、豪華な龍柱があることで有名。道教のモチーフとしての龍柱は、同じく道教のモチーフである八仙をしばしば伴っている。
仏教の寺院にもある。江戸時代以前に作られたものでは、東京都町田市の長福寺文殊堂や、神奈川県藤沢市の慈眼寺山門などが、豪華な龍柱があることで有名。現代に作られたものでは、茨城県小美玉市の鳳林院が有名で、山門(鳳林院山門、1715年築、小美玉市指定文化財)の向こうに林立する「清浄守護龍柱」が見どころ。
龍柱がある神社は、南九州に多い。特に、狭義の「龍柱（りゅうばしら）」がある神社、つまり向拝柱（本殿に上がる階段下にあって、向拝を支えている柱）が「龍と瑞雲を絡ませた柱」である神社は全国でも霧島神宮、鹿児島神宮、枚聞神社、新田神社、蒲生八幡神社（以上、鹿児島県）、兼喜神社、東霧島神社、白鳥神社（以上、宮崎県）の8社のみだと、鹿児島大学名誉教授の土田充義は主張している。いずれもかつての薩摩藩の領地で、いずれも島津氏とゆかりのある神社である。ただし、単に「龍が巻き付いた柱」という意味では、本殿に龍柱がある神社は全国に存在する。茨城県筑西市の桑山神社など、あまり有名でなくても文化財指定されているところは多い。足立区の大鷲神社本殿や品川区の居木神社摂社など、東京23区内にも見事な龍柱がある（いずれも非公開）。青森県五戸町の新山神社や弘前市の岩木山神社本殿など、青森県も割と龍柱が多いので、意外なところに龍がいることを青森県はアピールしている。北海道札幌市の手稲神社本殿内陣の龍柱は、北海道にある珍しい龍柱。神社は本殿に注目しがちだが、摂社や末社などに意外と見事な龍柱がある場合がある。
将軍や皇帝などの御廟にも多くある。戦前は東京市芝区（現在の港区）増上寺にある江戸幕府七代将軍徳川家継の霊廟、有章院霊廟・勅額門の龍柱が有名で、明治時代に人気を博した錦絵「千代田之御表 芝増上寺初御成ノ図」（豊原周延・画）にも描かれた、東京の名所であった。戦前の旧国宝に指定されていたが、1945年3月10日の東京大空襲で焼失した。
龍柱のデザインは、1本の柱に1匹の龍だけが巻き付いた「蟠龍柱」と呼ばれるデザインが定番だが、1本の柱に2匹の龍が絡みついた「双龍柱」（埼玉県の聖天宮にある）、柱に龍と瑞雲が巻き付いた「雲龍巻柱」（宮崎県の船引神社、生目神社、白鳥神社などの龍柱がこう呼ばれている）など、日本の宮大工が腕によりをかけて彫り上げた豪華なデザインもある。小さい神社だと素木（しらき、社殿の彫刻を彩色していない）のものが多いが、鹿児島神宮（大隅国一宮）や岩木山神社（津軽国一宮）など権威のある神社の龍柱だと龍に金箔を貼ったり極彩色で豪華絢爛なものが多い。いくつかの龍柱には「左甚五郎伝説」があり、例えば足立区の大鷲神社は左甚五郎の13代目が作ったという伝説があるが、あくまで伝説である。
霧島神宮の龍柱は、龍と木鼻に象の彫刻がある龍柱で、霧島神宮はその壮麗さから、同じく龍のデザインが多用されている日光東照宮と比較されて「西の日光」の異名を持つ。ただし、霧島神宮は国宝（2022年指定、日本唯一の国宝の龍柱）に指定されており、何十年かに一度行われる一般公開の時（2015年の造営300年記念、2021年の国宝指定記念など）以外は内部を自分の目で見ることはできず、写真撮影も不可である。なお、一般的に神社の本殿の内部には「神様」がいるため、本殿は非公開の所が多く、たとえ公開されていてもマナーとして龍柱の撮影が不可なところは多いので、撮影する際はあらかじめ確認した方が良い。特に観光地化されていない無名の寺社では注意が必要。
日光東照宮にも龍がデザインされた柱が多いが、龍以外にも色々いるので、あまり「龍柱」とは呼ばれない。日本では本殿正面両脇の柱が特に「龍柱」として崇められているが、特に「龍柱」とは呼ばれていなくても、日本の寺社のその辺の柱に龍がいるところは割と多い。
金持ちが自宅に龍柱を作ることもあり、天理大学附属天理参考館では19世紀の台湾の高位の官吏の家にあった龍柱が展示されている。
龍が1匹だけいるよりも「昇り竜」と「下り竜」で対になっていることが多い。雄と雌だという。
鳥居の柱が龍柱になっている「龍鳥居（双龍鳥居）」のある神社が全国にあるが、数は少なく、東京には杉並区の馬橋稲荷神社、高円寺の宿鳳山高円寺、品川区の品川神社の3か所しかないが、3社とも有名な神社なので、「東京三鳥居」として有名である。名古屋では中村区の白龍神社末社にあるものが有名。

## 沖縄の龍柱

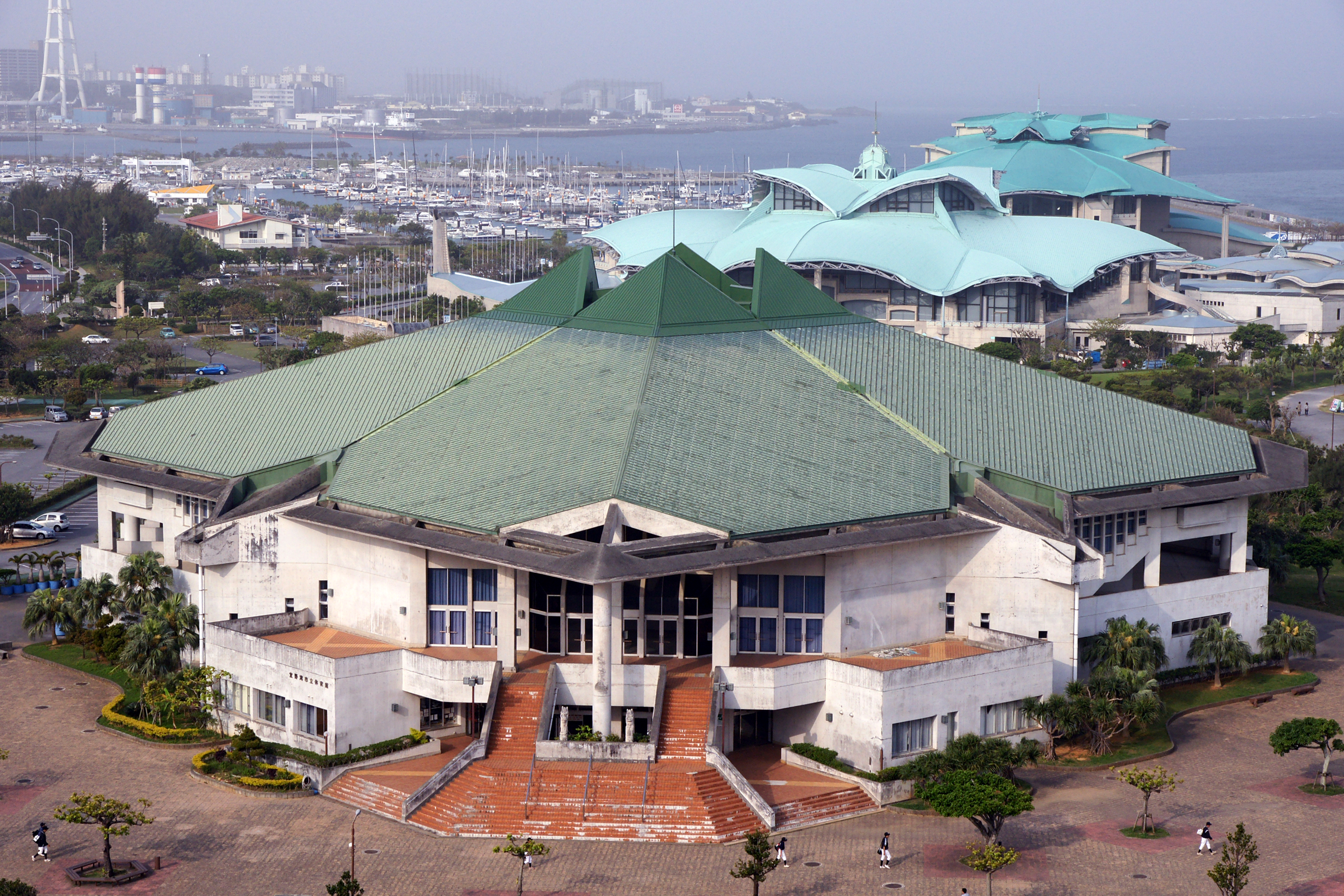
宜野湾市立体育館の龍柱。正面を向いている

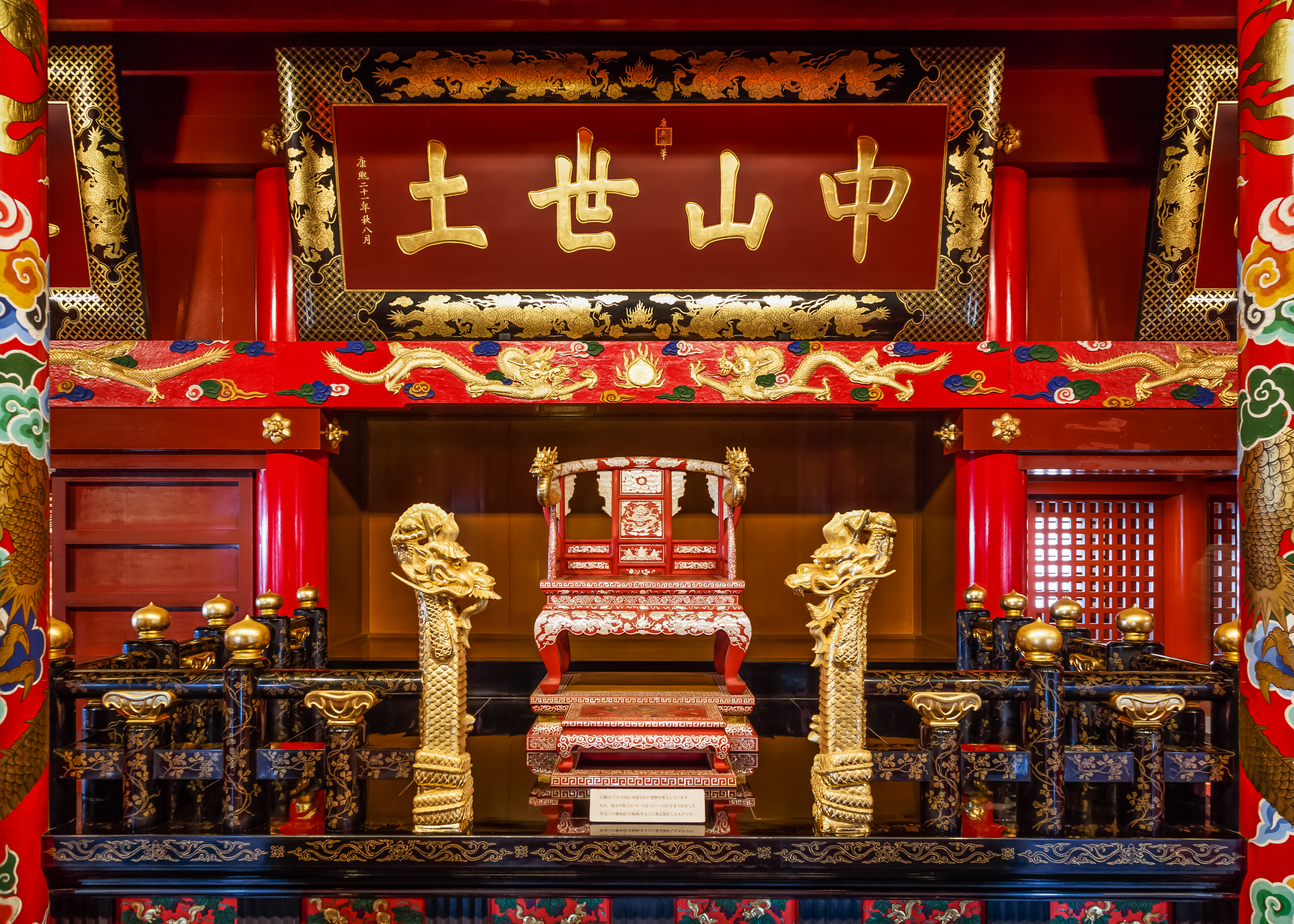
首里城正殿内の御差床（うさすか、国王の玉座）の龍柱。向かい合っている

琉球王国においては、龍は国王の象徴とされたため、首里城内部には多数の龍の彫刻があったが、特に首里城正殿の前にある柱が有名で、「大龍柱」と呼ばれていた。1508年（尚真32年）に建造された後、火災や戦火によって何度か破壊された。現在の首里城にある龍柱は、1768年に制作された首里城の設計図である「百浦添御殿普請付御絵図幷御材木寸法記」（沖縄県立芸術大学蔵、通称「寸法記」）を元に、琉球の彫刻の大家である琉球大学名誉教授の西村貞雄の手によって、1992年（平成4年）に復元された4代目である。首里城には、首里城正殿の前にある大龍柱・小龍柱や、首里城正殿の2階にある御差床（うさすか、国王の座る玉座）の龍柱を始めとして、計33体の龍の装飾が存在したが、その多くは後の2019年の首里城火災に被災した。
現在では、明治橋の入り口や沖縄県警本部の前など、沖縄県内の各所に龍柱が建てられている。明治橋に設置された「明治橋の由来」（1987年）によると、沖縄の表玄関にふさわしい橋とするために、明治橋の親柱に沖縄のシンボルである旧首里城正殿の龍柱を据えたとのこと。このように、現在の首里城の龍柱が1992年に再建される以前より、旧首里城の龍柱は沖縄の象徴とされていた（明治橋の完成が1987年なので、実は現在の首里城の龍柱よりも明治橋の龍柱の方が古い）。また、沖縄県が普及を進めるかりゆしウェアの下げ札（タグ）にも龍柱が描かれたり、那覇市がゆるキャラの「龍柱会議」を展開するなど、同じく沖縄の象徴であるシーサーなどとともに、沖縄でよく使われるデザインの一つともなっている。火を鎮めるシーサーに対し、龍は水を鎮める役割がある。
琉球の龍柱は、1柱だけ建てられているものもあるが、本土の狛犬のように2柱が1対で建てられていることが多く、それぞれ阿吽の形相をしている。柱の上に頭があり、柱本体が龍の胴体となっており、下はハブのようにグルグルととぐろを巻いている。片手には「宝珠」という、どんな願いもかなえるという玉をひとつだけ掴んでいる。2柱は正面を向いているものと、互いに向かい合っているものがあり、首里城の龍柱は互いに向かい合っているが、宜野湾市立体育館の龍柱や真地大権現堂の龍柱は2柱とも正面を向いている。大きさは、地面に据え付ける大きい龍柱から屋内に置くミニ龍柱までいろいろあり、首里城正殿2階の御差床の龍柱や、沖縄県議会の龍柱は、ミニ龍柱である。2015年には若狭湾の近くの若狭緑地に、首里城と同じ西村貞雄のデザインで巨大な2柱の龍柱が建造されたが、これは3億円を超す建造費がかかったために批判があった。
これらとは別に、那覇市の福州園は中国式庭園なので、琉球王国風のデザインではなく中国風のデザインの龍柱が存在する。そのほかにも、那覇商業高校の前で「くにんだなかみち」の案内をしている「くにんだなかみちの龍柱」など、伝統的なデザインとは違うユニークな龍柱もいる。キャンプ・フォスター内にある沖縄米国海軍病院の龍柱は、英語で病院の案内をしているアメリカンな龍柱。沖縄では米軍基地内にも龍柱が割とあるが、基地外の龍柱と違って日本人が行くことは難しい。

### 首里城正殿の大龍柱

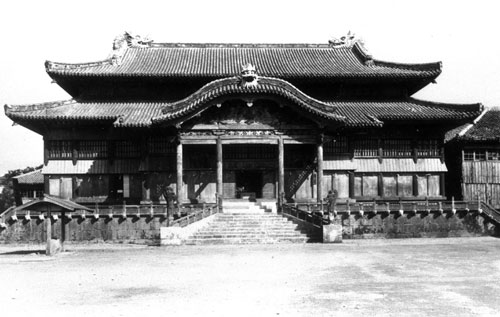
首里城正殿の大龍柱・小龍柱（3代目）。1712年に建造され、1945年に戦災で破壊された。

首里城正殿の正面の石階段の両脇にあるものを「大龍柱」、手すりの奥にあるもう一対のものを「小龍柱」と呼ぶ。
歴史書『球陽』によると、初代の大龍柱は1508年の尚真王の時代に建造されたという。交流があった中国福建省の青石を用いて作られたという言い伝えがあり、実際に1985年の調査で、首里城周辺で見つかった産地不明石材が中国産の輝緑岩であることが明らかになった。首里城の龍柱は火災や戦火によって3度破壊されており、2代目は1667年（尚質20年）に再建された。3代目は沖縄島南部産の島尻層泥岩を用いて1712年（尚益3年）に再建されたが、琉球処分の際に1879年（尚泰31年/明治12年）より駐屯していた熊本鎮台分遣隊によって胴体が切られるなど一部が損壊され、1945年（昭和20年）5月27日に沖縄戦で首里城とともに完全に破壊された。
3代目の龍柱に関しては、1879年より首里城に駐屯していた熊本鎮台分遣隊が1896年に引き上げる際、憲兵隊長の郷里に持ち帰るために一柱を切断したところ、憲兵隊長が急死し、「呪いだ」として持ち帰らずにそのままになったという逸話が残る。また「一旦持ち帰って、また元に戻された」という説もあり、どちらが確かなのか解っていない。また、切断された方とつり合いを取るためにもう片方の龍柱も切断し、どちらも短くなったという説もある。龍柱の研究者である西村貞雄は、龍柱は切断されたのではなく継ぎ目から外されたのであり、元に戻したものが継ぎ目から徐々に欠けていき、つり合いを取るためにもう一方もやむを得ず切断されたのが明治末頃、と推測している。
最新の首里城の大龍柱（4代目）は1992年（平成4年）に首里城とともに再建されたもので、後の2019年の首里城火災に被災するも残存した。後日焼損した奉神門前の広場に設置した小屋に移され、2020年10月23日より修理作業が開始された。
また、沖縄県立博物館・美術館には3代目の大龍柱（旧国宝・首里城正殿の一部）の一部（龍の頭の部分）が公開されており、琉球大学博物館・風樹館にも3代目の大龍柱の破片と推測されるものが所蔵されている。那覇市歴史博物館では、3代目の写真が公開されているなど、首里城の3代目の大龍柱に関する物が沖縄のいくつかの場所にある。また、風樹館が所蔵する大龍柱の破片と推測されるものの1つは石質的に3代目の大龍柱の物ではなく、それ以前の大龍柱の破片の可能性があるが、福建省産の石材と一口に言っても種類がいくつかあり、詳しいことは2018年現在も調査中である。

### 龍柱の向き
1992年の首里城正殿の龍柱の再建に当たっては、「昔の龍柱は正面を向いていた」説と「龍柱は昔から向かい合っていた」説があったが、資料によって向きがまちまちでよく解らず（1508年の建造当初から現在まで、時期によって向きが違ったのか、資料が不正確なのか、よく解らない）、首里城再建の考証に当たった西村貞雄も、「寸法記」を典拠として、結局「向かい合っていた」説に賛同した。
現存する3代目の龍柱の写真では、龍柱は向かい合わせになっているが、「本来の龍柱は正面を向いていたが、首里城が沖縄神社にされていた時代に、本土の神社の狛犬に倣って無理やり向かい合わせにさせられた」説が根強く、その意味で古老を中心として、龍柱を向かい合わせで再建することに反対する者も多かった。日本軍が首里城を制圧する1879年より前の1877年に琉球を訪れたジョン・ヘイ提督による記録（『青い目が見た「大琉球」』に収録）では、確かに龍柱は正面を向いていた。西村貞雄も1993年の論文で「正面向きが本来の姿」と主張した。
西村によると、龍柱の向きは風水の思想と仏法の心が合わさっているといい、正面を向くかたちを取った場合は、威嚇或いは衛兵を意味し、向かい合うかたちを取った時には、許されることにつながるという。

## 日本国内の主な龍柱
特に鹿児島では神社の本殿内部の龍柱に見事なものが多いが、神社の本殿内部は原則非公開でパンフレットの写真でしか見られないものも少なくないので、注意が必要。一般公開はしていても文化財保護の為に撮影不可の所もある。
- 首里城 正殿 - 沖縄県那覇市、世界遺産である首里城跡に1992年に復元されたもの
- 沖縄県立博物館・美術館 - 沖縄県那覇市、1712年に制作された、戦前の旧国宝であった3代目の首里城の大龍柱の一部を公開している
- 霧島神宮 本殿 - 鹿児島県霧島市、1715年に建立、国宝、非公開
- 鹿児島神宮 本殿 - 鹿児島県霧島市、1756年に建立、重要文化財
- 新田神社 本殿 - 鹿児島県薩摩川内市、1850年に建立、県指定文化財、写真撮影不可
- 桑山神社 本殿 - 茨城県筑西市、1785年に建立、市指定文化財
- 長福寺 文殊堂 - 東京都町田市、1862年に建立、市指定文化財
- 岩木山神社本殿 - 青森県弘前市、1694年に建立、重要文化財、非公開
- 新山神社 拝殿 - 青森県三戸郡五戸町、1931年に建立、町指定文化財

### 日本国外の主な龍柱
- ペリリュー神社 - パラオ共和国、2002年に日本の右翼団体によって新しく設置された祠

## ギャラリー
柱に巻き付いた「蟠龍柱」と呼ばれるデザインが定番だが、世界には様々なデザインの龍柱がある。

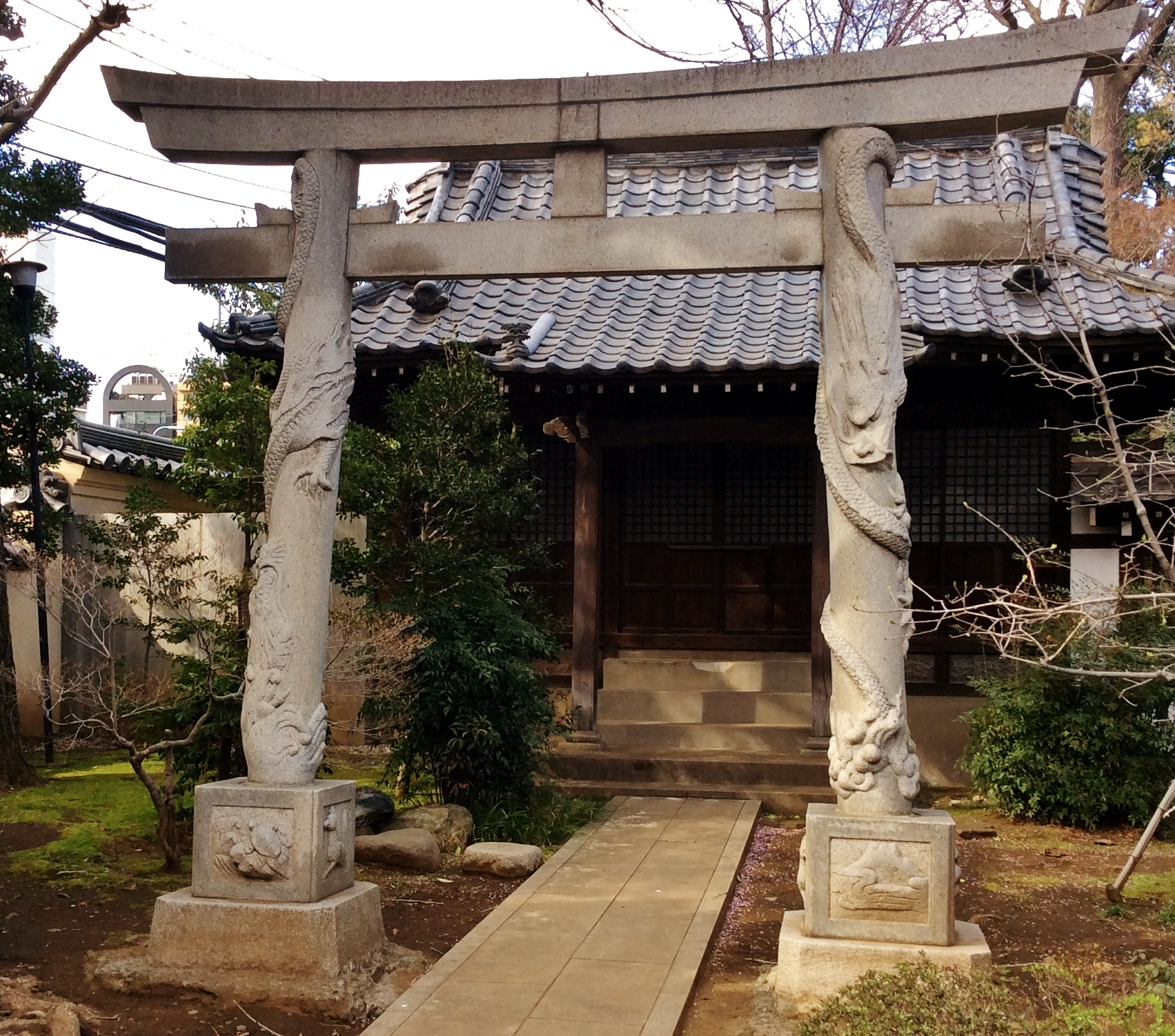
高円寺（日本、東京都杉並区）。「双龍鳥居」と呼ばれる、鳥居の柱脚に2匹の龍が巻き付いたもの
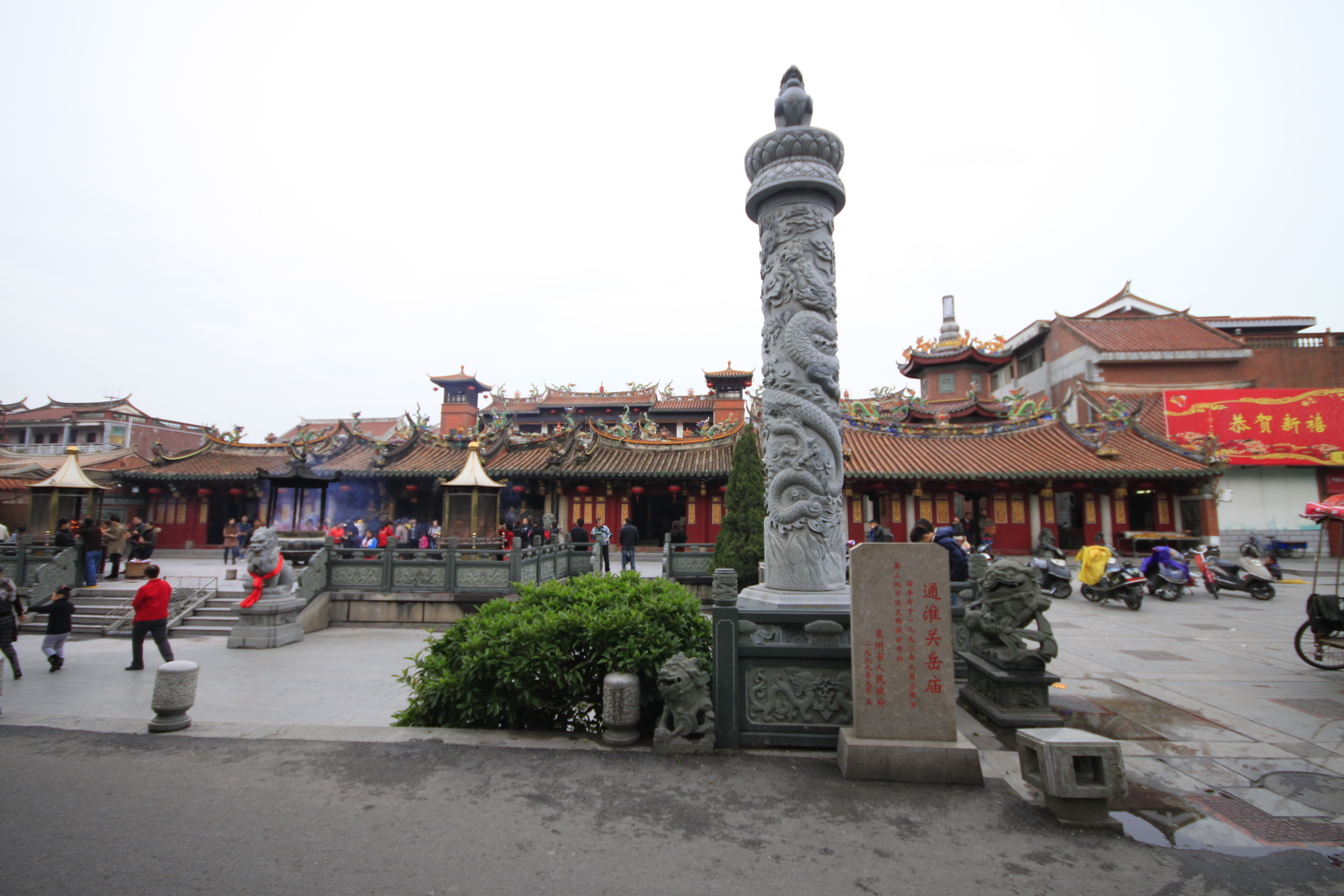
通淮関岳廟（中国、福建省泉州市）。関羽と岳飛を祀っており、「福建省文物保護単位」として保護されている由の掲示がある
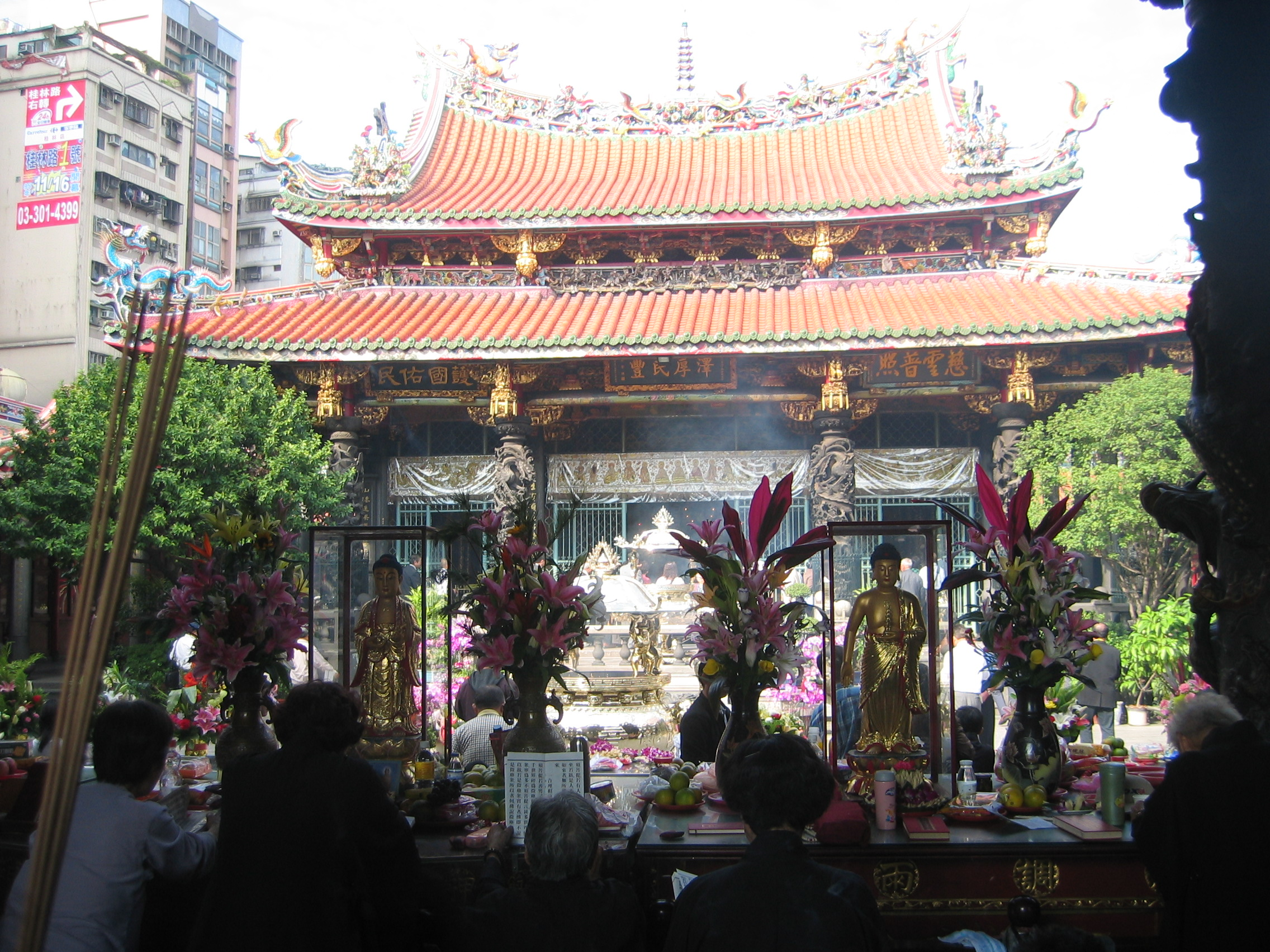
艋舺龍山寺（台湾、台北市）。「銅鑄龍柱」と呼ばれる、台湾唯一の銅製の龍柱がある
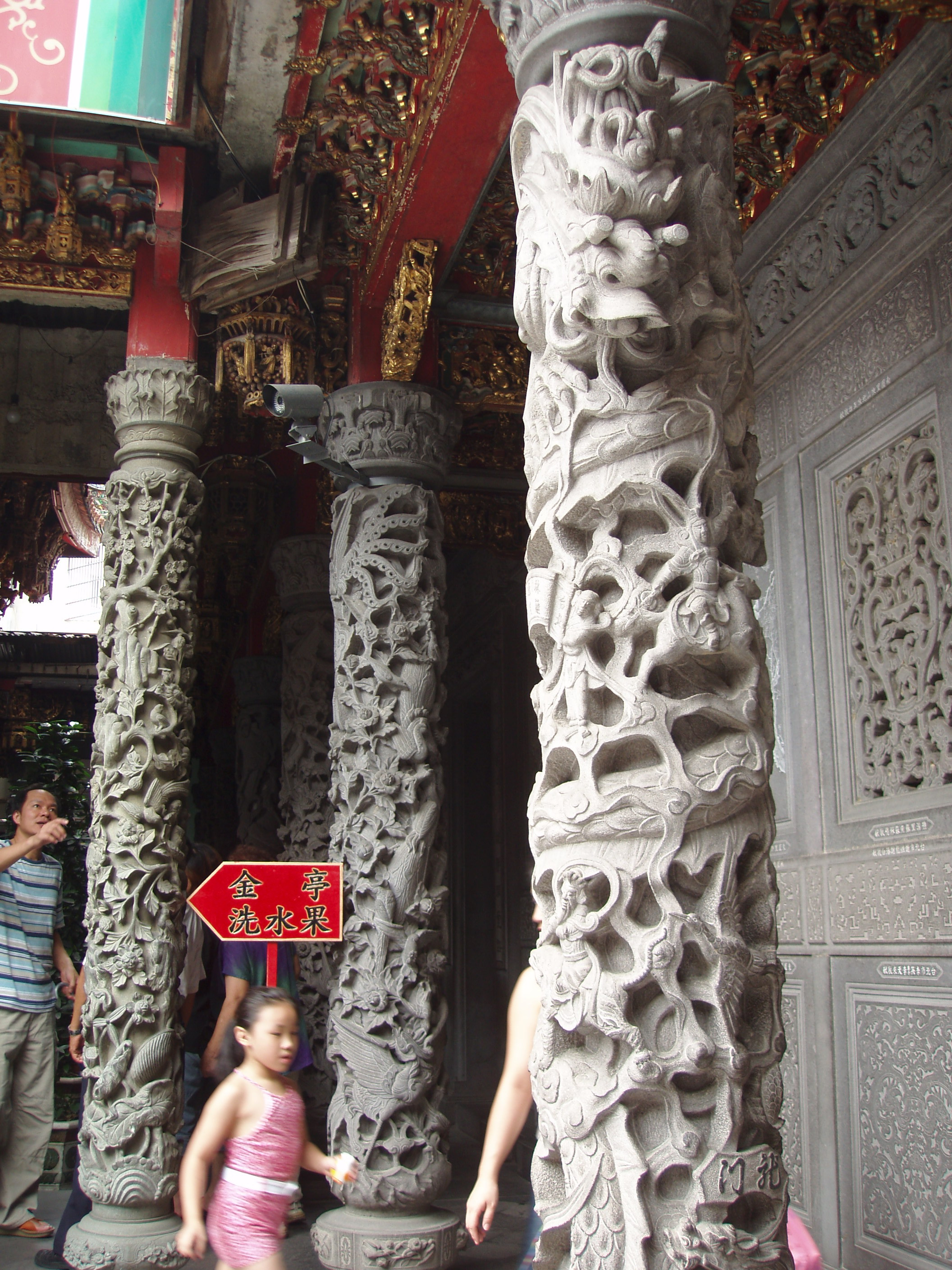
三峽長福巖（台湾、新北市）。「東方芸術殿堂」の異名を取るほど豪華なデザインで知られる
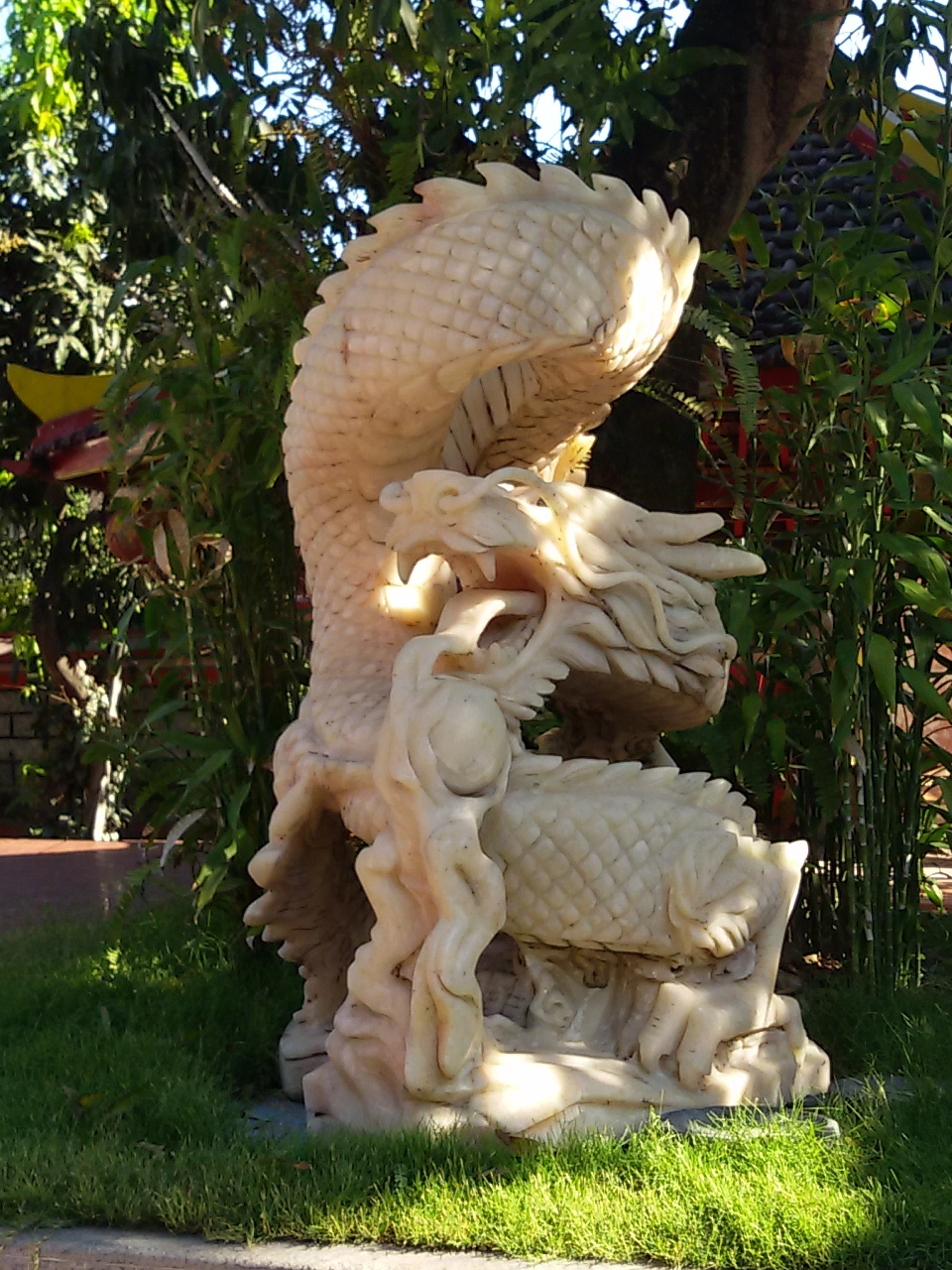
ビハーラ・ダルマヤナ寺（インドネシア、バリ州バドゥン県クタ郡クタ村）。バリ島を代表するリゾート地、クタ村の唯一の寺院である
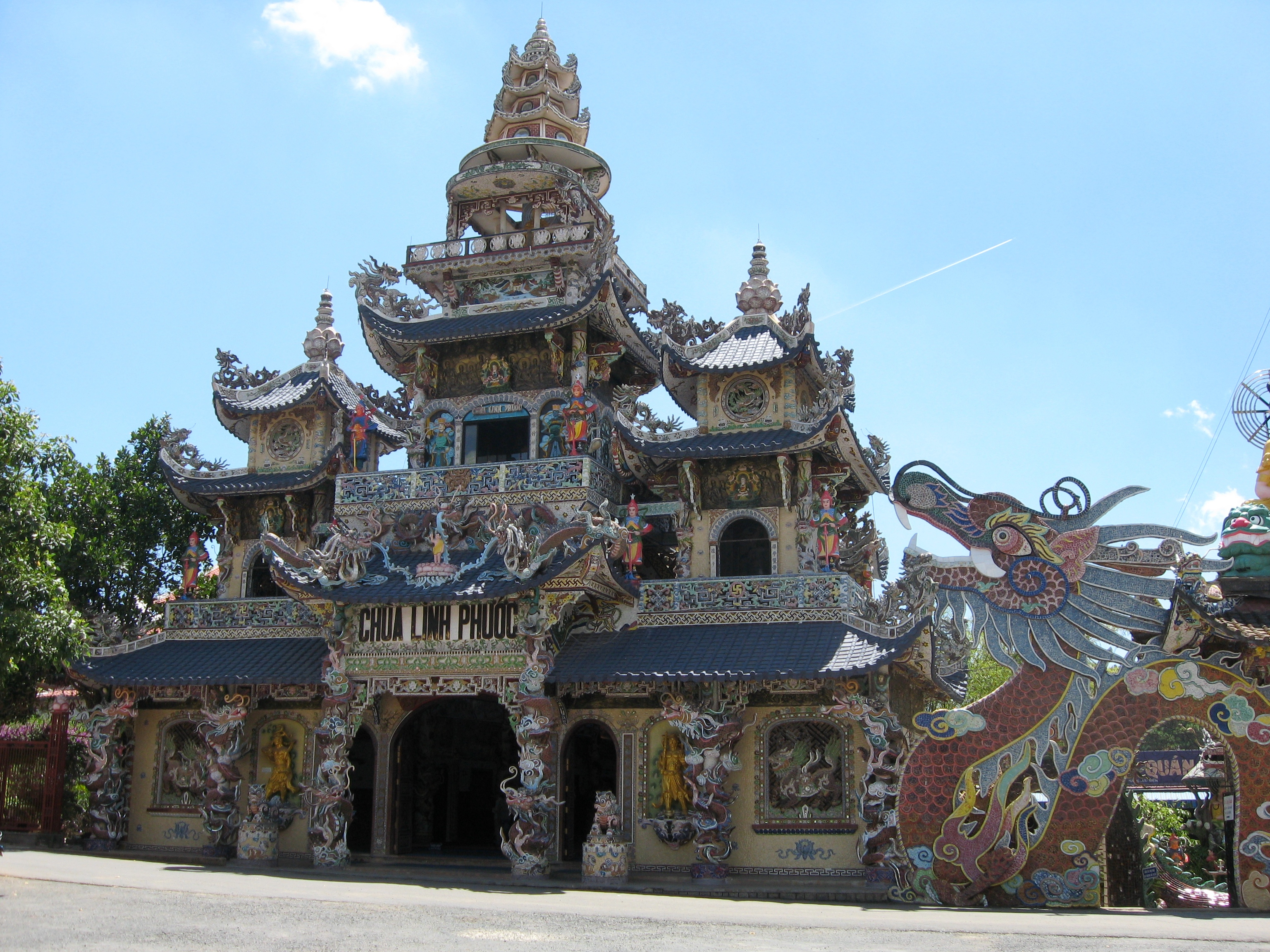
リン・フオック寺（ベトナム、ダラット市）。住職が急にひらめいてドラゴンだらけにしてしまったことで知られる、ベトナムの珍スポット

## 龍柱と中国脅威論
山田宏や青山繁晴をはじめとする日本の国会議員や、産経新聞などの大手マスコミによると、「龍」は元来、中国皇帝の権力の象徴である。そして中国皇帝が「5本爪」の龍を使用できるのに対し、朝鮮や琉球など中国の冊封体制に入った周辺諸国は「4本爪」の龍しか使用できなかった。そのような歴史があるため、現代において「4本爪の龍」を使用することは、自らが中国の服属下にあることを示す、という。
2015年に那覇市の若狭緑地（若狭海浜公園）に建造された龍柱に関しては、「4本爪」であること、海の玄関口に建っていること、福建省福州市との友好のために施工が福建省福州市の業者に発注されたこと、14世紀に中国から「久米三十六姓」と呼ばれる渡来人が移住してきたという久米村が近くにあること、若狭緑地の龍柱から沖縄県庁まで続く通りには中国式庭園の「福州園」や「久米孔子廟」があること、などから、現代中国の「皇帝」である習近平党総書記や中国人民解放軍を、海から沖縄県庁まで「お迎え」するつもりではないかと、幸福実現党やチャンネル桜、参議院議員の山田宏らが、中国への従属と結びつけ批判を展開した。
幸福実現党の佐々木勝浩によると「沖縄の龍柱は日本の税金を使ってわざわざ沖縄は中国の属領だと宣伝している」という。日本の大手マスコミの一つとされる産経新聞も、習近平総書記や中国人民解放軍などの名前は出さないながらも、「「4本爪」の龍柱を誰のために建てるのか？」「一体誰をお迎えするつもりなのか」と、2015年6月の記事で批判した。
これに対し、若狭緑地の龍柱や4代目の首里城の龍柱のデザインを担当した彫刻家の西村貞雄は、モンゴルや韓国に3本爪、4本爪、5本爪、6本爪など様々な龍柱が建っていることを根拠に、「中国皇帝のみが5本爪の龍を使用できる」という説に疑問を呈したうえで、沖縄の龍柱が4本爪である理由は「単に沖縄の伝統的な龍柱が4本爪だったから」にすぎないとし、沖縄の龍柱のデザインは中国の龍柱のデザインと全く違うので、「沖縄の龍柱は、沖縄のもの」と反論している。ジャーナリストの安田浩一は、「沖縄の伝統まで｢中国脅威論｣を煽るために利用される」としている。
現代日本の龍柱のクリエーターである彫刻家の西村貞雄は、琉球大学教授として沖縄の将来を担う後進を育てる傍ら、4代目の首里城や「ひめゆりの塔」のレリーフなど沖縄を代表する多くの彫刻を制作してきたにもかかわらず、若狭緑地の龍柱を制作した件で『中国の手先』などと直接に面罵されたこともあるという。

### 龍の爪の数

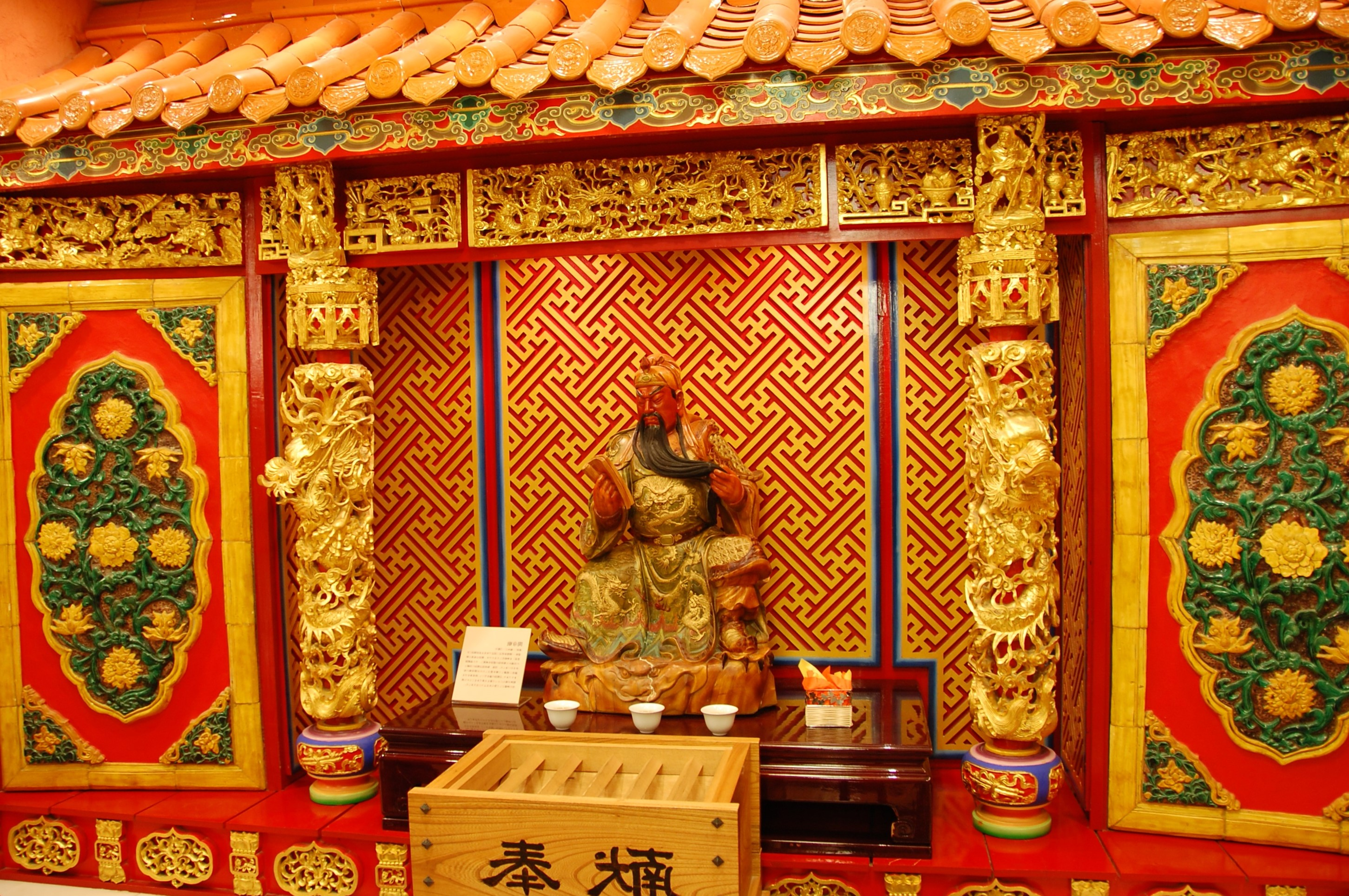
立川関帝廟（東京都立川市）の龍柱。この関帝廟の龍は、3本爪である。
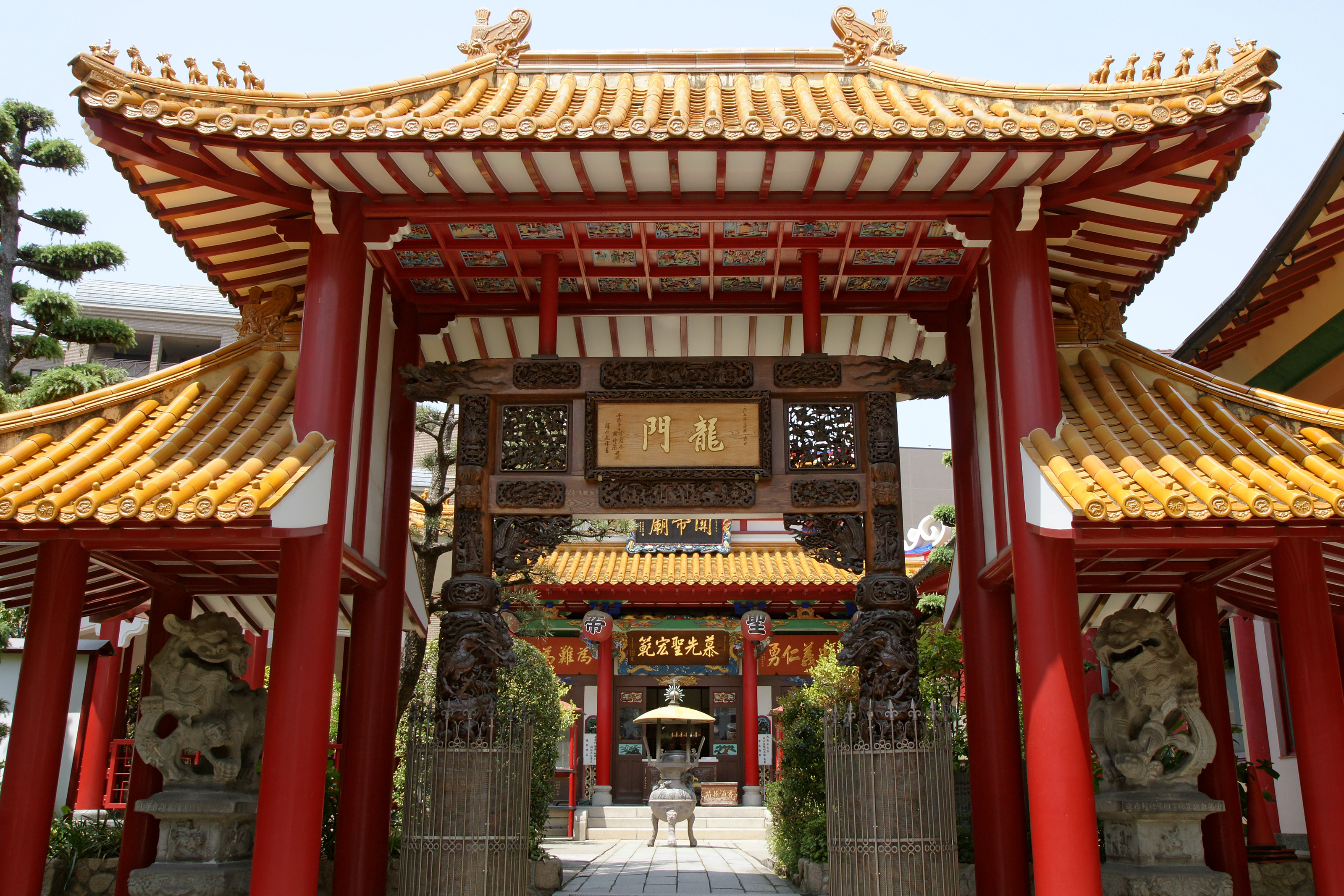
神戸関帝廟（兵庫県神戸市）の龍柱。この関帝廟の龍は、4本爪である。
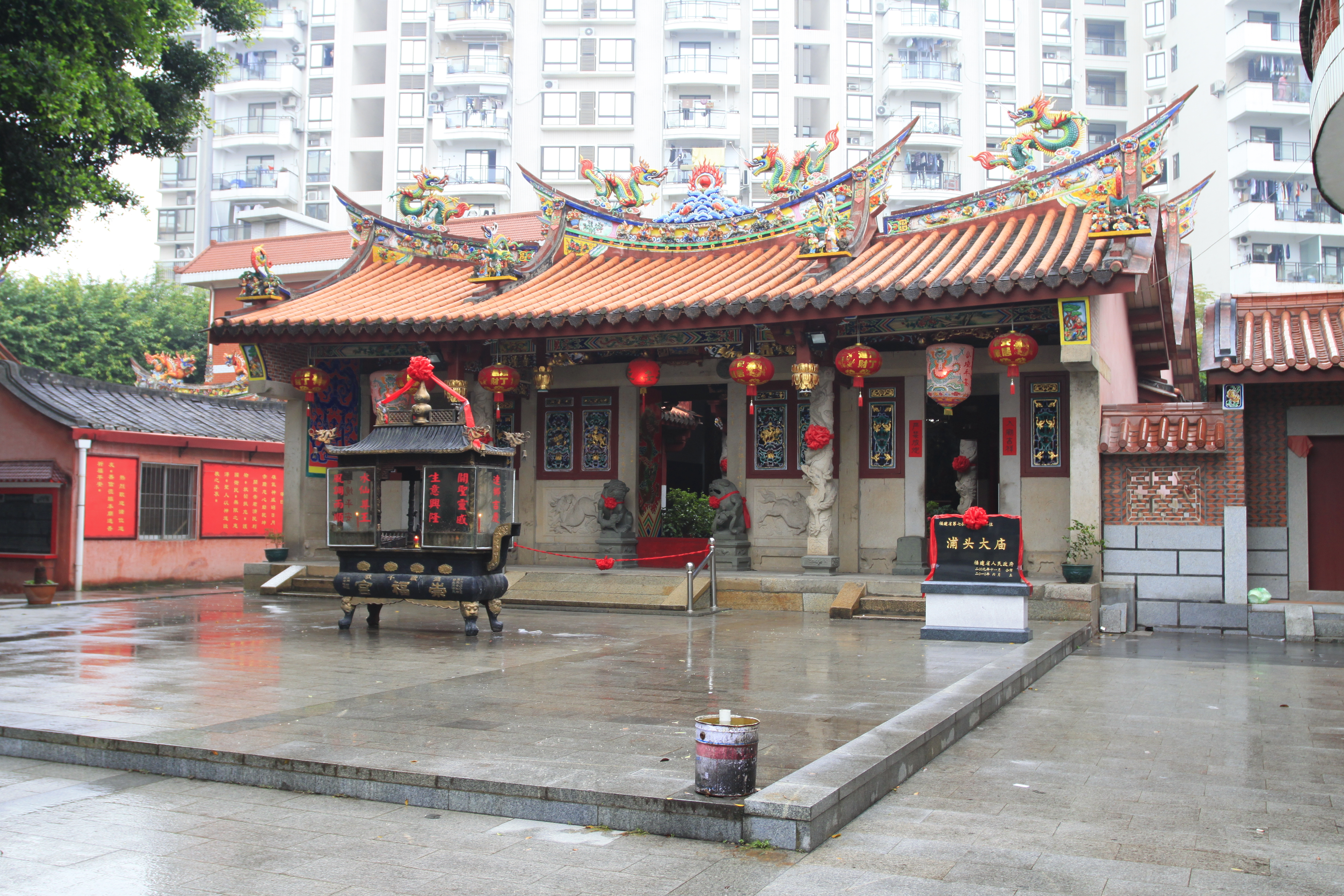
浦頭大廟（福建省漳州市）の龍柱。この関帝廟の龍は、5本爪である。

## 関連項目

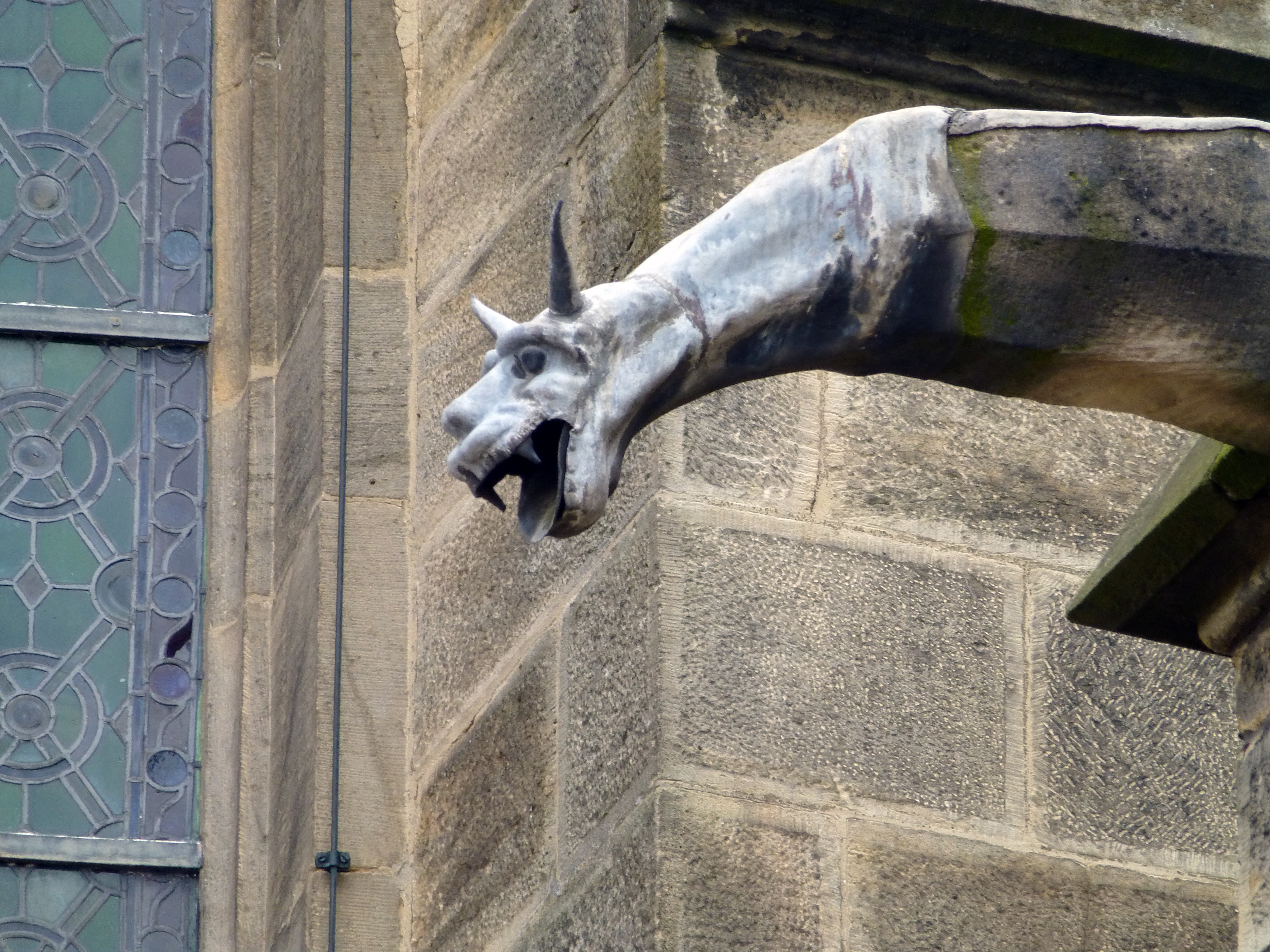
ゴシック建築の柱の上にいるドラゴン（ガーゴイル）

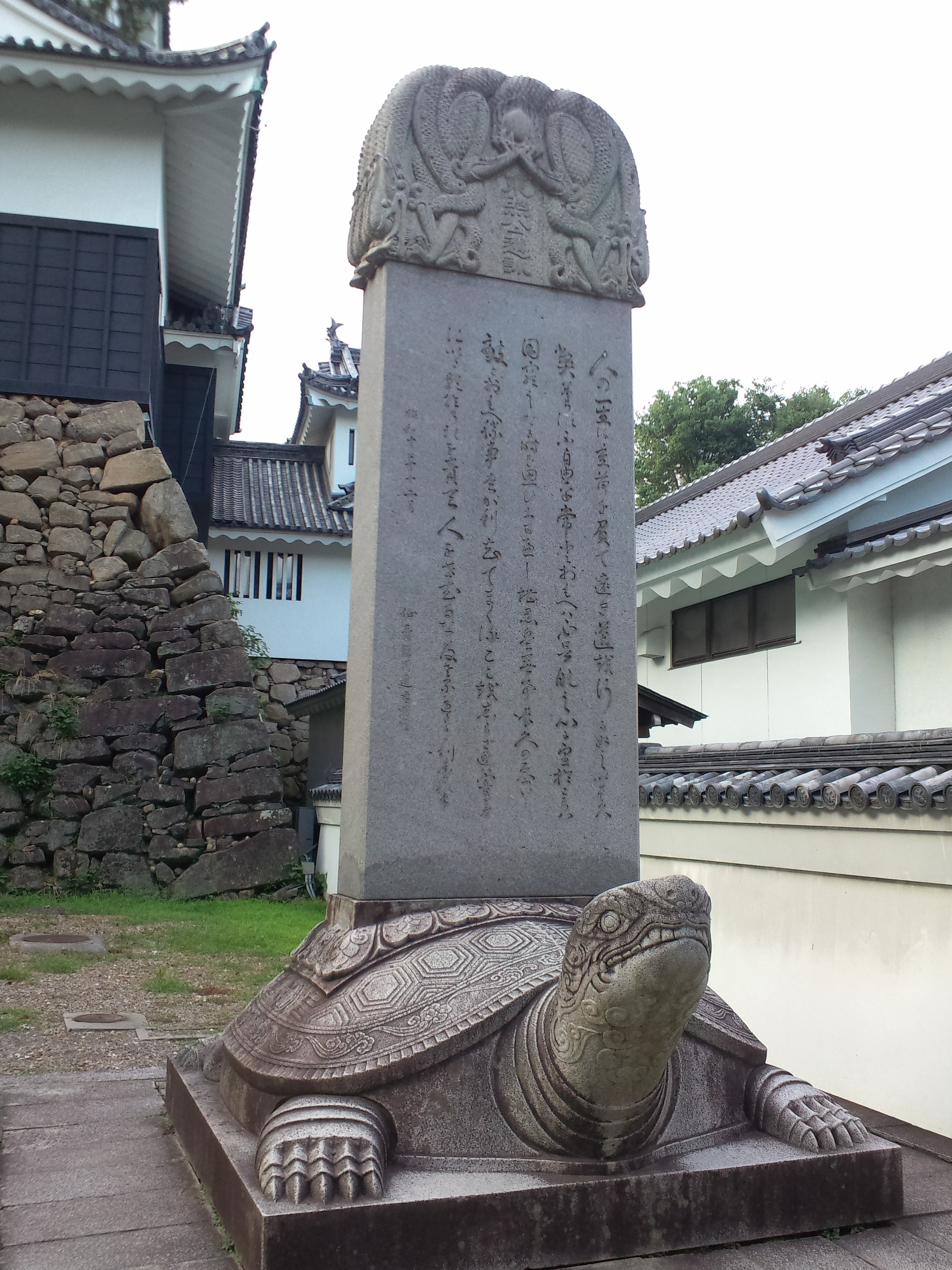
岡崎城の亀の上にいるドラゴン（亀趺）

## 参照
1. ↑  『神社検定 公式テキスト2 神話のおへそ』神社本庁監修、扶桑社
2. 1 2 3  西村貞雄「首里城正殿・大龍柱の「向き」についての考察」『琉球大学教育学部紀要 第一部・第二部』第42号、琉球大学教育学部、1993年3月、75-105頁、ISSN 03865738、NAID 120001373845。
3. ↑  『寺社の装飾彫刻―宮彫り‐壮麗なる超絶技巧を訪ねて』若林純、p.6
4. ↑  『隼人学―地域遺産を未来につなぐ』、p.164、志学館大学生涯学習センター・隼人町教育委員会編、2004年
5. ↑  こんなところに "龍"が？？？｜あおもりポテンシャルビュー 青森県
6. ↑  西村 貞雄 | 作家紹介 沖縄県立博物館・美術館（おきみゅー）
7. ↑  謹賀新年 - 首里城公園公式ブログ
8. ↑  首里城正殿内部と内部の彫刻 | 施設紹介 | 首里城 ‐ 琉球王国の栄華を物語る 世界遺産 首里城 首里城公園公式サイト
9. 1 2  首里城の大龍柱と伝えられる残欠の石質について（短報） 沖縄県立博物館・美術館，博物館紀要、No 11, pp. 11-14, 2018年
10. ↑  https://ryukyushimpo.jp/kyodo/entry-1212549.html
11. ↑  首里城正殿の大龍柱 : 那覇市歴史博物館デジタルミュージアム
12. ↑  「シーサー」から「龍」に変わりつつある沖縄のシンボル | HRPニュースファイル 幸福実現党
13. ↑  【戦後70年～沖縄（5完）】「4本爪」の龍柱を誰のために建てるのか？ 揺れる普天間移設 テント村住民の正体は…（2/9ページ） - 産経ニュース
14. 1 2 3  安田浩一 (2018年11月3日). “沖縄の伝統まで｢中国脅威論｣を煽るために利用されるこの現実 「龍柱」は中国への服従を示す象徴か?”.   現代ビジネス. 2018年11月3日閲覧。